# Kirchenburg Arkeden

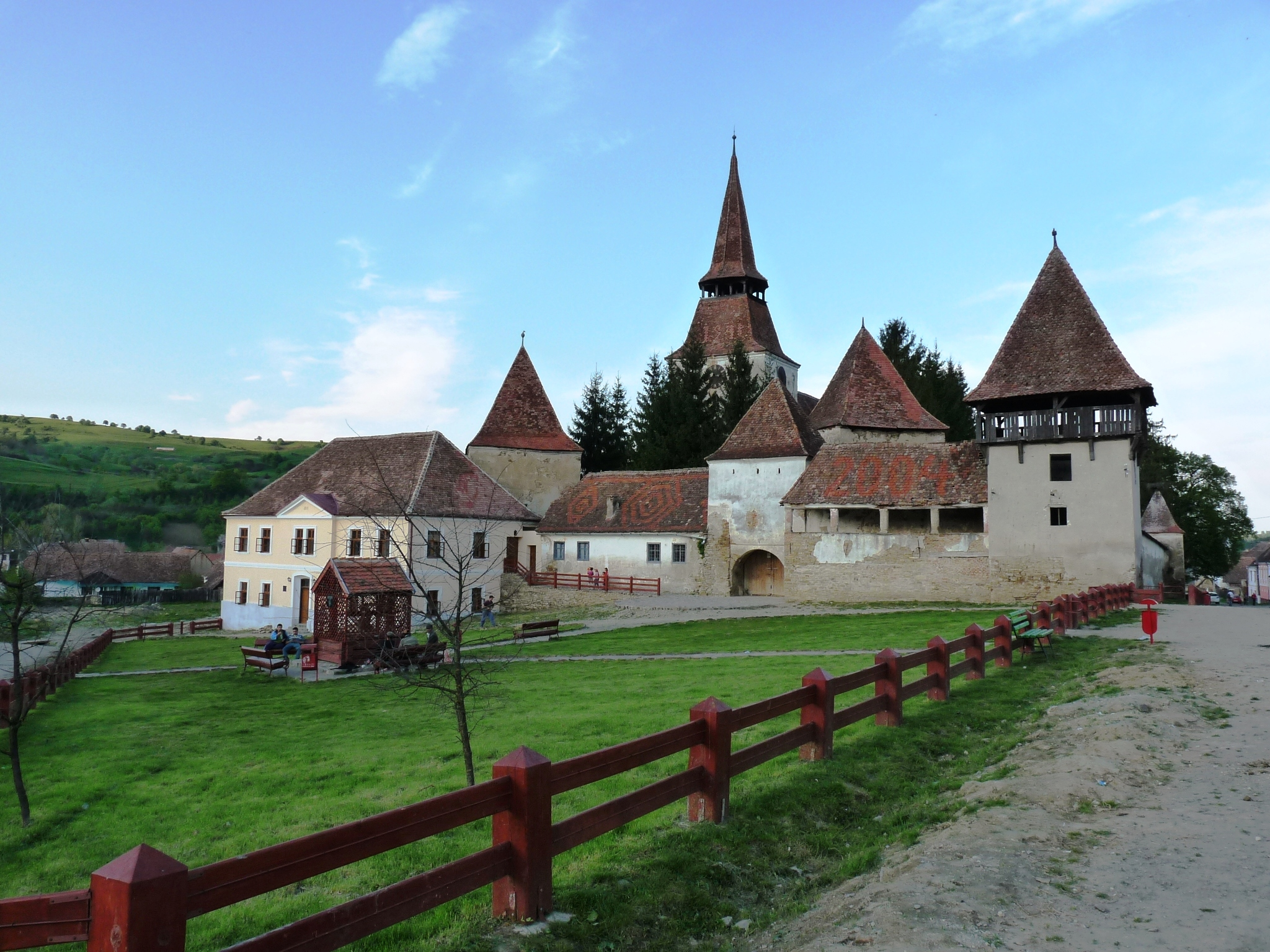
Kirchenburg Arkeden

Die Kirchenburg Arkeden (rumänisch Biserica fortificată din Archita) ist eine Kirchenburg in Archita (Arkeden) in Siebenbürgen. Mit dem doppelten Mauerring, den zahlreichen Türmen mit steilen Pyramidendächern und den teilweise erhaltenen Wehrgängen bietet die Kirchenburg noch ein mittelalterliches Erscheinungsbild.

## Baugeschichte
Der Ort gehörte zum Oberen Stuhl des Schäßburger Stuhls. Der Ursprung der Kirchenburg ist eine romanische Pfeilerbasilika mit polygonalem Chor aus der zweiten Hälfte des 13. Jahrhunderts. Der massive Westturm gehörte auch zu dieser ursprünglichen Basilika.
Die romanische Kirche wurde im 14. Jahrhundert gotisiert. Aus dieser Zeit stammen der Triumphbogen und das Gewölbe im Chor und der nördlichen Kapelle. Die Seitenschiffe der Kirche wurden zwischen 1504 und 1508 abgebrochen und die Arkaden vermauert, wie heute an der Nordseite des Langhauses erkennbar ist. Das Kirchenschiff erhielt Strebepfeiler, die untereinander mit Schwibbögen verbunden sind. Über dem Chor wurde ein Wehrgeschoss errichtet. Der innere Bering entstand im Rahmen einer ersten Befestigung dieser Kirche.
Der etwa sieben Meter hohe äußere Bering mit rechteckigem Grundriss entstand Ende des 15. Jahrhunderts. Dieser ist noch an drei Ecken von Türmen besetzt, während der vierte 1661 abgetragen wurde. Der südwestliche Turm trägt als einziger noch ein hölzernes Wehrgeschoss. Zwischen dem Gemeindesaal von 1910 und letzterem Turm steht das sogenannte Alte Rathaus. Daneben bietet ein Torturm Zutritt zum Zwinger, an dessen Außenmauern ein von Hängeböcken getragener Wehrgang erhalten ist.
Das heutige Kirchendach und das Tonnengewölbe mit tief einschneidenden Stichkappen stammen von einer Sanierung nach einem Großbrand des Dorfes 1748. Der Helm des Kirchturms trägt heute noch in halber Höhe ein Wehrgeschoss und wechselt darüber zu einer achtseitigen Spitze.

## Ausstattung
Die Ausstattung ist einheitlich barock und stammt aus der Zeit nach dem Brand. Die Orgel von 1824 stammt von Samuel Maetz, der Altar von 1752 von Meister Philippi aus Schäßburg. Der Altar in hochbarocken Formen zeigt einen viersäuligen Aufbau mit einem zentralen Kruzifix. Auch die Kanzel von 1761 stammt von Philippi.

## Nachweise
- Hermann Fabini: Die Kirchenburgen der Siebenbürger Sachsen. Monumenta-Verlag, 2013, S. 212.
- Arne Franke: Das wehrhafte Sachsenland: Kirchenburgen im südlichen Siebenbürgen. Hrsg.: Deutsches Kulturforum Östliches Europa. 2010, S. 38–39.